# یوزدوم
یوزدوم (آلمانی: Usedom) یک جزیره در منطقه پومرانی در دریای بالتیک است که از سال ۱۹۴۵ میان آلمان و لهستان تقسیم شده‌است.یوزدوم دومین جزیره بزرگ پس از جزیره روگن در منطقه پومرانی است.